# فهرست کشورها بر پایه جمعیت

نقشهٔ جمعیت جهان در سال ۲۰۱۹

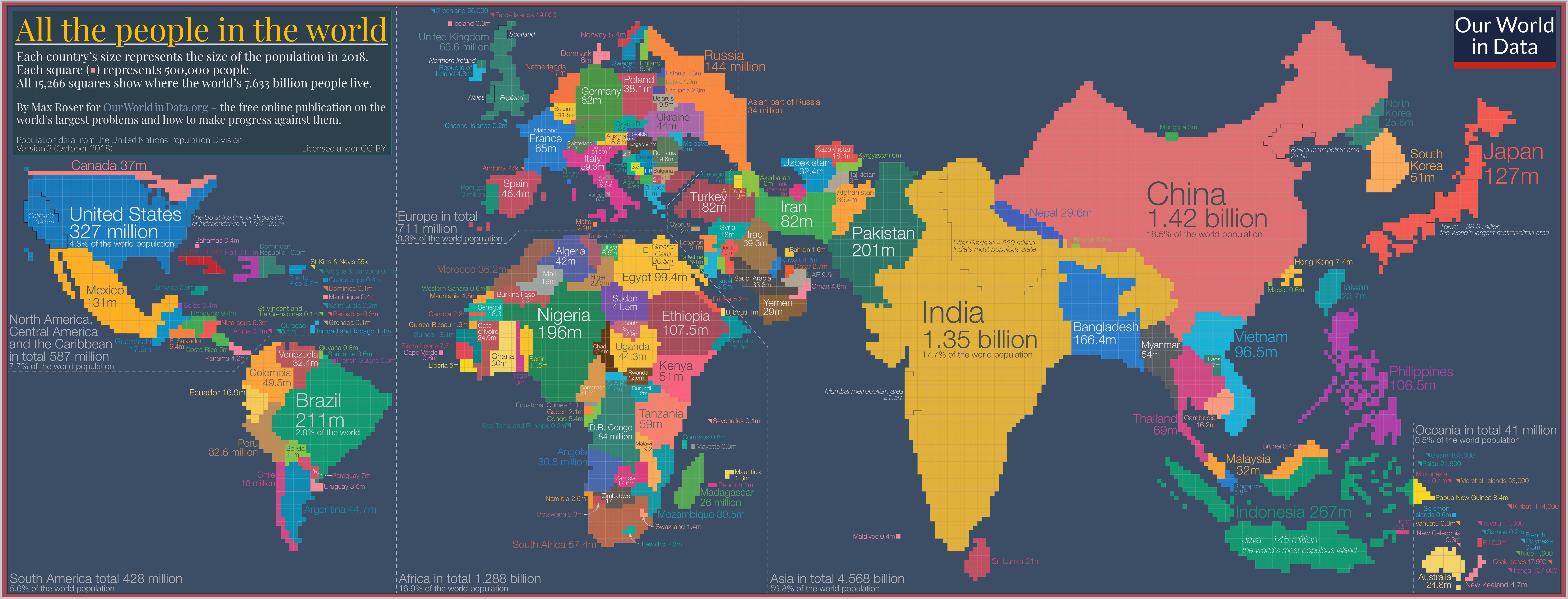
یک کارتوگرام جمعیت جهان در سال ۲۰۱۸

این نوشتار فهرستی از کشورها و قلمروهای وابسته بر پایهٔ جمعیت است. در این فهرست نام کشورهای مستقل، قلمروهای وابستهٔ مسکونی و در برخی موارد کشورهای تابع بر اساس استاندارد ایزو ۳۱۶۶-۱ آورده شده است. برای مثال بریتانیا و قلمروهای وابسته به آن به‌صورت یک نهاد واحد فرض شده‌اند اما کشورهای تابع پادشاهی هلند به‌طور جداگانه آورده شده است. همچنین این فهرست شامل کشورهای با رسمیت محدود هم می‌شود که در استاندارد ایزو ۳۱۶۶–۱ موجود نیستند. 
روبروی نام هر کشور عددی به‌صورت درصد آورده شده که نشان‌دهندهٔ میزان درصد جمعیت آن کشور نسبت به جمعیت جهان است. سازمان ملل متحد، تا اواخر سال ۲۰۲۲ میلادی جمعیت جهان را ۸ میلیارد نفر برآورد کرده است. 

## فهرست
آنچه در ادامه آمده فهرست کشورها و قلمروهای جهان بر پایه جمعیت است. برای قلمروها، نام کشوری که به آن وابسته هستند در درون پرانتز نوشته شده است. 
منبع آمار جمعیت کشورها، آمار رسمی اعلام شده توسط همان کشور یا برآورد سازمان ملل است.

|     | کشور                               | جمعیت         | ٪ ازجهان | تاریخ           | منبع (خود کشوریا سازمان ملل) |         |
| --- | ---------------------------------- | ------------- | -------- | --------------- | ---------------------------- | ------- |
| –   | جهان                               | ۸٬۲۲۳٬۹۸۷٬۰۰۰ | ۱۰۰٪     | ۸ اوت ۲۰۲۵      | آمار سازمان ملل              |         |
| ۱   | هند                                | ۱٬۴۵۲٬۷۷۰٬۶۵۰ | ۱۷٫۷٪    | ۱ مارس ۲۰۲۵     | آمار رسمی                    | [ الف ] |
| ۲   | چین                                | ۱٬۴۰۹٬۶۷۰٬۰۰۰ | ۱۷٫۱٪    | ۳۱ دسامبر ۲۰۲۳  | برآورد رسمی                  | [ ب ]   |
| ۳   | ایالات متحده آمریکا                | ۳۳۵٬۸۹۳٬۲۳۸   | ۴٫۱٪     | ۱ ژانویه ۲۰۲۴   | برآورد رسمی                  | [ پ ]   |
| ۴   | اندونزی                            | ۲۷۹٬۱۱۸٬۸۶۶   | ۳٫۴٪     | ۱ ژوئیه ۲۰۲۳    | آمار رسمی سالانه             |         |
| ۵   | پاکستان                            | ۲۴۱٬۴۹۹٬۴۳۱   | ۲٫۹٪     | ۱ مارس ۲۰۲۳     | سرشماری ۲۰۲۳                 | [ ت ]   |
| ۶   | نیجریه                             | ۲۲۳٬۸۰۰٬۰۰۰   | ۲٫۷٪     | ۱ ژوئیه ۲۰۲۳    | آمار رسمی                    |         |
| ۷   | برزیل                              | ۲۰۳٬۰۸۰٬۷۵۶   | ۲٫۵٪     | ۱ اوت ۲۰۲۲      | سرشماری ۲۰۲۲                 |         |
| ۸   | بنگلادش                            | ۱۶۹٬۸۲۸٬۹۱۱   | ۲٫۱٪     | ۱۴ ژوئن ۲۰۲۲    | سرشماری ۲۰۲۲                 |         |
| ۹   | روسیه                              | ۱۴۶٬۲۰۳٬۶۱۳   | ۱٫۸٪     | ۱ ژانویه ۲۰۲۴   | برآورد رسمی                  | [ ث ]   |
| ۱۰  | مکزیک                              | ۱۲۹٬۶۲۵٬۹۶۸   | ۱٫۶٪     | ۳۱ دسامبر ۲۰۲۳  | برآورد ربع سالانه            |         |
| ۱۱  | ژاپن                               | ۱۲۳٬۹۹۰٬۰۰۰   | ۱٫۵٪     | ۱ فوریه ۲۰۲۴    | برآورد رسمی                  |         |
| ۱۲  | فیلیپین                            | ۱۱۲٬۸۹۲٬۷۸۱   | ۱٫۴٪     | ۱ ژوئیه ۲۰۲۳    | آمار رسمی                    |         |
| ۱۳  | اتیوپی                             | ۱۰۷٬۳۳۴٬۰۰۰   | ۱٫۳٪     | ۱ ژوئیه ۲۰۲۳    | آمار رسمی سالانه             |         |
| ۱۴  | مصر                                | ۱۰۴٬۴۶۲٬۵۴۵   | ۱٫۳٪     | ۱ ژانویه ۲۰۲۳   | برآورد رسمی                  |         |
| ۱۵  | ویتنام                             | ۱۰۰٬۳۰۰٬۰۰۰   | ۱٫۲٪     | ژوئیه ۲۰۲۳      | برآورد رسمی                  |         |
| ۱۶  | ایران                              | ۹۵٬۵۶۷٬۸۵۱    | ۱٫۲٪     | ۱۸ اوت ۲۰۲۴     | برآورد رسمی                  |         |
| ۱۷  | جمهوری دموکراتیک کنگو              | ۹۵٬۳۷۰٬۰۰۰    | ۱٫۲٪     | ۱ ژوئیه ۲۰۱۹    | آمار رسمی                    |         |
| ۱۸  | ترکیه                              | ۸۵٬۸۸۹٬۵۶۰    | ۱٫۰٪     | ۲۰ مارس ۲۰۲۲    | برآورد رسمی                  |         |
| ۱۹  | آلمان                              | ۸۴٬۶۰۷٬۰۱۶    | ۱٫۰٪     | ۳۰ سپتامبر ۲۰۲۳ | برآورد ربع سالانه            |         |
| ۲۰  | فرانسه                             | ۶۸٬۳۸۱٬۰۰۰    | ۰٫۸٪     | ۱ فوریه ۲۰۲۴    | برآورد رسمی ماهانه           | [ ج ]   |
| ۲۱  | تایلند                             | ۶۸٬۲۶۳٬۰۲۲    | ۰٫۸٪     | ۱ ژوئیه ۲۰۲۱    | برآورد رسمی                  |         |
| ۲۲  | بریتانیا                           | ۶۷٬۰۲۶٬۲۹۲    | ۰٫۸٪     | ۳۰ ژوئن ۲۰۲۱    | برآورد رسمی                  | [ چ ]   |
| ۲۳  | آفریقای جنوبی                      | ۶۲٬۰۲۷٬۵۰۳    | ۰٫۸٪     | ۲ فوریه ۲۰۲۲    | سرشماری ۲۰۲۲                 |         |
| ۲۴  | تانزانیا                           | ۶۱٬۷۴۱٬۱۲۰    | ۰٫۸٪     | ۲۳ اوت ۲۰۲۲     | سرشماری ۲۰۲۲                 | [ ح ]   |
| ۲۵  | ایتالیا                            | ۵۸٬۹۰۹٬۴۴۹    | ۰٫۷٪     | ۳۰ نوامبر ۲۰۲۳  | برآورد رسمی ماهانه           |         |
| ۲۶  | میانمار                            | ۵۵٬۷۷۰٬۲۳۲    | ۰٫۷٪     | ۱ ژوئیه ۲۰۲۲    | آمار رسمی سالانه             |         |
| ۲۷  | کلمبیا                             | ۵۲٬۶۹۵٬۹۵۲    | ۰٫۶٪     | ۱ ژانویه ۲۰۲۴   | آمار رسمی                    |         |
| ۲۸  | کنیا                               | ۵۱٬۵۲۶٬۰۰۰    | ۰٫۶٪     | ۱ ژانویه ۲۰۲۳   | آمار رسمی                    |         |
| ۲۹  | کره جنوبی                          | ۵۱٬۳۰۳٬۶۸۸    | ۰٫۶٪     | ۲۹ فوریه ۲۰۲۴   | برآورد رسمی ماهانه           |         |
| ۳۰  | اسپانیا                            | ۴۸٬۵۹۲٬۹۰۹    | ۰٫۶٪     | ۱ ژانویه ۲۰۲۴   | برآورد ربع سالانه            |         |
| ۳۱  | آرژانتین                           | ۴۶٬۶۵۴٬۵۸۱    | ۰٫۶٪     | ۱ ژوئیه ۲۰۲۳    | آمار رسمی سالانه             |         |
| ۳۲  | اوگاندا                            | ۴۵٬۵۶۲٬۰۰۰    | ۰٫۶٪     | ۱ ژوئیه ۲۰۲۳    | آمار رسمی سالانه             |         |
| ۳۳  | الجزایر                            | ۴۵٬۴۰۰٬۰۰۰    | ۰٫۶٪     | ۱ ژانویه ۲۰۲۲   | برآورد رسمی                  |         |
| ۳۴  | عراق                               | ۴۳٬۳۲۴٬۰۰۰    | ۰٫۵٪     | ۱ ژوئیه ۲۰۲۳    | برآورد رسمی                  |         |
| ۳۵  | سودان                              | ۴۱٬۹۸۴٬۵۰۰    | ۰٫۵٪     | ۱ ژوئیه ۲۰۱۸    | آمار رسمی                    |         |
| ۳۶  | کانادا                             | ۴۰٬۵۲۸٬۳۹۶    | ۰٫۵٪     | ۱ اکتبر ۲۰۲۳    | برآورد ربع سالانه            |         |
| ۳۷  | لهستان                             | ۳۷٬۶۳۵٬۰۰۰    | ۰٫۵٪     | ۳۱ دسامبر ۲۰۲۳  | برآورد رسمی ماهانه           |         |
| ۳۸  | مراکش                              | ۳۷٬۰۲۲٬۰۰۰    | ۰٫۵٪     | ۱ ژوئیه ۲۰۲۳    | آمار رسمی                    | [ خ ]   |
| ۳۹  | اوکراین                            | ۳۶٬۷۰۰٬۰۰۰    | ۰٫۴٪     | ۱ ژوئیه ۲۰۲۳    | برآورد سازمان ملل            | [ د ]   |
| ۴۰  | ازبکستان                           | ۳۶٬۵۹۹٬۷۶۴    | ۰٫۴٪     | ۱ اکتبر ۲۰۲۳    | برآورد ربع سالانه            |         |
| ۴۱  | افغانستان                          | ۳۴٬۲۶۲٬۸۴۰    | ۰٫۴٪     | ۱ ژانویه ۲۰۲۳   | برآورد رسمی                  |         |
| ۴۲  | آنگولا                             | ۳۴٬۰۹۴٬۰۷۷    | ۰٫۴٪     | ۱ ژوئن ۲۰۲۳     | آمار رسمی سالانه             |         |
| ۴۳  | پرو                                | ۳۳٬۳۹۶٬۶۹۸    | ۰٫۴٪     | ۱ ژوئیه ۲۰۲۲    | آمار رسمی سالانه             |         |
| ۴۴  | مالزی                              | ۳۳٬۳۷۹٬۵۰۰    | ۰٫۴٪     | ۳۰ ژوئن ۲۰۲۳    | برآورد ربع سالانه            |         |
| ۴۵  | موزامبیک                           | ۳۲٬۴۱۹٬۷۴۷    | ۰٫۴٪     | ۱ ژوئیه ۲۰۲۲    | آمار رسمی سالانه             |         |
| ۴۶  | عربستان سعودی                      | ۳۲٬۱۷۵٬۲۲۴    | ۰٫۴٪     | ۱۰ مه ۲۰۲۲      | سرشماری ۲۰۲۲                 |         |
| ۴۷  | یمن                                | ۳۱٬۸۸۸٬۶۹۸    | ۰٫۴٪     | ۱ ژوئیه ۲۰۲۲    | برآورد رسمی                  |         |
| ۴۸  | غنا                                | ۳۰٬۸۳۲٬۰۱۹    | ۰٫۴٪     | ۲۷ ژوئن ۲۰۲۱    | سرشماری ۲۰۲۱                 |         |
| ۴۹  | ساحل عاج                           | ۲۹٬۳۸۹٬۱۵۰    | ۰٫۴٪     | ۱۴ دسامبر ۲۰۲۱  | سرشماری ۲۰۲۱                 |         |
| ۵۰  | نپال                               | ۲۹٬۱۶۴٬۵۷۸    | ۰٫۴٪     | ۲۵ نوامبر ۲۰۲۱  | سرشماری ۲۰۲۱                 |         |
| ۵۱  | ونزوئلا                            | ۲۸٬۳۰۲٬۰۰۰    | ۰٫۳٪     | ۳۰ ژوئن ۲۰۱۹    | آمار رسمی                    |         |
| ۵۲  | کامرون                             | ۲۸٬۰۸۸٬۸۴۵    | ۰٫۳٪     | ۱ ژوئیه ۲۰۲۳    | آمار رسمی سالانه             |         |
| ۵۳  | ماداگاسکار                         | ۲۶٬۹۲۳٬۳۵۳    | ۰٫۳٪     | ۱ ژوئیه ۲۰۲۱    | آمار رسمی سالانه             |         |
| ۵۴  | استرالیا                           | ۲۶٬۴۶۱٬۹۱۲    | ۰٫۳٪     | ۳۱ مارس ۲۰۲۳    | آمار رسمی                    | [ ذ ]   |
| ۵۵  | کره شمالی                          | ۲۵٬۶۶۰٬۰۰۰    | ۰٫۳٪     | ۱ ژوئیه ۲۰۲۱    | آمار رسمی سالانه             |         |
| ۵۶  | نیجر                               | ۲۵٬۳۶۹٬۴۱۵    | ۰٫۳٪     | ۱ ژوئیه ۲۰۲۳    | آمار رسمی سالانه             |         |
| –   | تایوان                             | ۲۳٬۴۲۰٬۴۴۲    | ۰٫۳٪     | ۳۱ دسامبر ۲۰۲۳  | برآورد رسمی                  | [ ر ]   |
| ۵۷  | سوریه                              | ۲۲٬۹۲۳٬۰۰۰    | ۰٫۳٪     | ۱ ژوئیه ۲۰۲۱    | برآورد رسمی                  |         |
| ۵۸  | بورکینافاسو                        | ۲۲٬۷۵۲٬۳۱۵    | ۰٫۳٪     | ۱ ژوئیه ۲۰۲۳    | آمار رسمی                    |         |
| ۵۹  | مالی                               | ۲۲٬۳۹۵٬۴۸۹    | ۰٫۳٪     | ۱۵ ژوئن ۲۰۲۲    | سرشماری ۲۰۲۲                 |         |
| ۶۰  | سری‌لانکا                           | ۲۲٬۰۳۷٬۰۰۰    | ۰٫۳٪     | ۱ ژوئیه ۲۰۲۳    | برآورد رسمی                  |         |
| ۶۱  | مالاوی                             | ۲۱٬۵۰۷٬۷۲۳    | ۰٫۳٪     | ۱ ژوئیه ۲۰۲۲    | آمار رسمی سالانه             |         |
| ۶۲  | قزاقستان                           | ۲۰٬۰۳۳٬۵۴۶    | ۰٫۲٪     | ۱ ژانویه ۲۰۲۴   | برآورد رسمی                  |         |
| ۶۳  | شیلی                               | ۱۹٬۹۶۰٬۸۸۹    | ۰٫۲٪     | ۳۰ ژوئن ۲۰۲۳    | آمار رسمی سالانه             |         |
| ۶۴  | زامبیا                             | ۱۹٬۶۱۰٬۷۶۹    | ۰٫۲٪     | ۱۴ سپتامبر ۲۰۲۲ | سرشماری ۲۰۲۲                 |         |
| ۶۵  | رومانی                             | ۱۹٬۰۵۱٬۵۶۲    | ۰٫۲٪     | ۱ ژانویه ۲۰۲۳   | برآورد رسمی                  |         |
| ۶۶  | سنگال                              | ۱۸٬۲۷۵٬۷۴۳    | ۰٫۲٪     | ۱ ژوئیه ۲۰۲۳    | آمار رسمی سالانه             |         |
| ۶۷  | سومالی                             | ۱۸٬۱۴۳٬۳۷۹    | ۰٫۲٪     | ۱ ژوئیه ۲۰۲۳    | آمار سازمان ملل              | [ ز ]   |
| ۶۸  | هلند                               | ۱۷٬۹۴۷٬۶۸۴    | ۰٫۲٪     | ۳۱ دسامبر ۲۰۲۳  | برآورد رسمی                  | [ ژ ]   |
| ۶۹  | گواتمالا                           | ۱۷٬۶۰۲٬۴۳۱    | ۰٫۲٪     | ۱ ژوئیه ۲۰۲۳    | آمار رسمی سالانه             |         |
| ۷۰  | چاد                                | ۱۷٬۴۱۴٬۷۱۷    | ۰٫۲٪     | ۱ ژوئیه ۲۰۲۲    | آمار رسمی سالانه             |         |
| ۷۱  | کامبوج                             | ۱۷٬۰۹۱٬۴۶۴    | ۰٫۲٪     | ۱ ژوئیه ۲۰۲۳    | آمار رسمی                    |         |
| ۷۲  | اکوادور                            | ۱۶٬۹۳۸٬۹۸۶    | ۰٫۲٪     | ۱ اکتبر ۲۰۲۲    | سرشماری ۲۰۲۲                 |         |
| ۷۳  | زیمبابوه                           | ۱۵٬۱۷۸٬۹۷۹    | ۰٫۲٪     | ۲۰ آوریل ۲۰۲۲   | سرشماری ۲۰۲۲                 |         |
| ۷۴  | سودان جنوبی                        | ۱۴٬۷۴۶٬۴۹۴    | ۰٫۲٪     | ۱ ژوئیه ۲۰۲۳    | آمار رسمی سالانه             |         |
| ۷۵  | گینه                               | ۱۳٬۲۶۱٬۶۳۸    | ۰٫۲٪     | ۱ ژوئیه ۲۰۲۲    | آمار رسمی سالانه             |         |
| ۷۶  | رواندا                             | ۱۳٬۲۴۶٬۳۹۴    | ۰٫۲٪     | ۱۵ اوت ۲۰۲۲     | سرشماری ۲۰۲۲                 |         |
| ۷۷  | بوروندی                            | ۱۲٬۸۳۷٬۷۴۰    | ۰٫۲٪     | ۱ ژوئیه ۲۰۲۲    | آمار رسمی سالانه             |         |
| ۷۸  | بنین                               | ۱۲٬۶۰۶٬۹۹۸    | ۰٫۲٪     | ۱ ژوئیه ۲۰۲۳    | آمار رسمی سالانه             |         |
| ۷۹  | بولیوی                             | ۱۲٬۰۰۶٬۰۳۱    | ۰٫۱٪     | ۱ ژوئیه ۲۰۲۲    | آمار رسمی سالانه             |         |
| ۸۰  | تونس                               | ۱۱٬۸۵۰٬۲۳۲    | ۰٫۱٪     | ۱ ژانویه ۲۰۲۳   | برآورد رسمی                  |         |
| ۸۱  | بلژیک                              | ۱۱٬۸۱۰٬۰۱۸    | ۰٫۱٪     | ۱ دسامبر ۲۰۲۳   | برآورد رسمی                  |         |
| ۸۲  | پاپوآ گینه نو                      | ۱۱٬۷۸۱٬۵۵۹    | ۰٫۱٪     | ۱ ژوئیه ۲۰۲۱    | برآورد رسمی                  |         |
| ۸۳  | هائیتی                             | ۱۱٬۷۴۳٬۰۱۷    | ۰٫۱٪     | ۱ ژوئیه ۲۰۲۰    | آمار رسمی سالانه             |         |
| ۸۴  | اردن                               | ۱۱٬۳۰۲٬۰۰۰    | ۰٫۱٪     | ۳۱ دسامبر ۲۰۲۲  | برآورد رسمی                  |         |
| ۸۵  | کوبا                               | ۱۱٬۰۸۹٬۵۱۱    | ۰٫۱٪     | ۳۱ دسامبر ۲۰۲۲  | برآورد رسمی                  |         |
| ۸۶  | جمهوری چک                          | ۱۰٬۸۸۲٬۲۳۵    | ۰٫۱٪     | ۳۰ سپتامبر ۲۰۲۳ | برآورد رسمی                  |         |
| ۸۷  | جمهوری دومینیکن                    | ۱۰٬۷۶۰٬۰۲۸    | ۰٫۱٪     | ۱۰ نوامبر ۲۰۲۲  | سرشماری ۲۰۲۲                 |         |
| ۸۸  | سوئد                               | ۱۰٬۵۵۱٬۷۰۷    | ۰٫۱٪     | ۳۱ دسامبر ۲۰۲۳  | برآورد رسمی ماهانه           |         |
| ۸۹  | پرتغال                             | ۱۰٬۴۶۷٬۳۶۶    | ۰٫۱٪     | ۳۱ دسامبر ۲۰۲۲  | برآورد ۲۰۲۲                  |         |
| ۹۰  | یونان                              | ۱۰٬۴۱۳٬۹۸۲    | ۰٫۱٪     | ۱ ژانویه ۲۰۲۳   | برآورد رسمی                  |         |
| ۹۱  | جمهوری آذربایجان                   | ۱۰٬۱۵۱٬۵۱۷    | ۰٫۱٪     | ۱ ژوئیه ۲۰۲۳    | برآورد رسمی ماهانه           |         |
| ۹۲  | تاجیکستان                          | ۱۰٬۰۷۷٬۶۰۰    | ۰٫۱٪     | ۱ ژانویه ۲۰۲۳   | برآورد رسمی                  |         |
| ۹۳  | اسرائیل                            | ۹٬۸۵۵٬۰۰۰     | ۰٫۱٪     | ۳۱ ژانویه ۲۰۲۳  | برآورد رسمی ماهانه           | [ س ]   |
| ۹۴  | هندوراس                            | ۹٬۷۴۵٬۱۴۹     | ۰٫۱٪     | ۱ ژوئیه ۲۰۲۳    | آمار رسمی سالانه             |         |
| ۹۵  | مجارستان                           | ۹٬۵۹۷٬۰۸۵     | ۰٫۱٪     | ۱ ژانویه ۲۰۲۳   | برآورد رسمی                  |         |
| ۹۶  | امارات متحده عربی                  | ۹٬۲۸۲٬۴۱۰     | ۰٫۱٪     | ۳۱ دسامبر ۲۰۲۰  | برآورد رسمی                  |         |
| ۹۷  | بلاروس                             | ۹٬۲۰۰٬۶۱۷     | ۰٫۱٪     | ۱ ژانویه ۲۰۲۳   | برآورد رسمی                  |         |
| ۹۸  | اتریش                              | ۹٬۱۵۹٬۹۹۳     | ۰٫۱٪     | ۱ ژانویه ۲۰۲۴   | برآورد ربع سالانه            |         |
| ۹۹  | سوئیس                              | ۸٬۹۳۱٬۳۰۶     | ۰٫۱٪     | ۳۰ سپتامبر ۲۰۲۳ | برآورد ربع سالانه            |         |
| ۱۰۰ | سیرالئون                           | ۸٬۴۹۴٬۲۶۰     | ۰٫۱٪     | ۱ ژوئیه ۲۰۲۲    | آمار رسمی سالانه             |         |
| ۱۰۱ | توگو                               | ۸٬۰۹۵٬۴۹۸     | ۰٫۱۰٪    | ۸ نوامبر ۲۰۲۲   | سرشماری ۲۰۲۲                 |         |
| –   | هنگ کنگ (چین)                      | ۷٬۴۹۸٬۱۰۰     | ۰٫۰۹٪    | ۳۰ ژوئن ۲۰۲۳    | برآورد رسمی                  |         |
| ۱۰۲ | لائوس                              | ۷٬۴۴۳٬۰۰۰     | ۰٫۰۹٪    | ۱ ژوئیه ۲۰۲۲    | آمار رسمی سالانه             |         |
| ۱۰۳ | قرقیزستان                          | ۷٬۱۰۰٬۰۰۰     | ۰٫۰۹٪    | ۱ مارس ۲۰۲۳     | برآورد رسمی ماهانه           |         |
| ۱۰۴ | ترکمنستان                          | ۷٬۰۵۷٬۸۴۱     | ۰٫۰۹٪    | ۱۷ دسامبر ۲۰۲۲  | سرشماری ۲۰۲۲                 |         |
| ۱۰۵ | لیبی                               | ۶٬۹۳۱٬۰۶۱     | ۰٫۰۸٪    | ۱ ژانویه ۲۰۲۰   | برآورد رسمی                  |         |
| ۱۰۶ | السالوادور                         | ۶٬۸۸۴٬۸۸۸     | ۰٫۰۸٪    | ۱ ژوئیه ۲۰۲۲    | آمار رسمی سالانه             |         |
| ۱۰۷ | نیکاراگوئه                         | ۶٬۷۳۳٬۷۶۳     | ۰٫۰۸٪    | ۳۰ ژوئن ۲۰۲۲    | برآورد رسمی                  |         |
| ۱۰۸ | صربستان                            | ۶٬۶۴۱٬۱۹۷     | ۰٫۰۸٪    | ۱ ژانویه ۲۰۲۳   | برآورد رسمی                  | [ ش ]   |
| ۱۰۹ | بلغارستان                          | ۶٬۴۴۷٬۷۱۰     | ۰٫۰۸٪    | ۳۱ دسامبر ۲۰۲۲  | برآورد رسمی سالانه           |         |
| ۱۱۰ | جمهوری کنگو                        | ۶٬۱۴۲٬۱۸۰     | ۰٫۰۷٪    | ۱۷ مه ۲۰۲۳      | سرشماری ۲۰۲۳                 |         |
| ۱۱۱ | پاراگوئه                           | ۶٬۱۰۹٬۶۴۴     | ۰٫۰۷٪    | ۱۰ نوامبر ۲۰۲۲  | سرشماری رسمی                 |         |
| ۱۱۲ | دانمارک                            | ۵٬۹۶۱٬۲۴۹     | ۰٫۰۷٪    | ۱ ژانویه ۲۰۲۴   | برآورد ربع سالانه            | [ ص ]   |
| ۱۱۳ | سنگاپور                            | ۵٬۹۱۷٬۶۰۰     | ۰٫۰۷٪    | ۳۰ ژوئن ۲۰۲۳    | برآورد رسمی                  |         |
| ۱۱۴ | جمهوری آفریقای مرکزی               | ۵٬۶۳۳٬۴۱۲     | ۰٫۰۷٪    | ۱ ژوئیه ۲۰۲۰    | آمار رسمی سالانه             |         |
| ۱۱۵ | فنلاند                             | ۵٬۵۷۴٬۰۱۱     | ۰٫۰۷٪    | ۳۱ دسامبر ۲۰۲۳  | برآورد رسمی ماهانه           | [ ض ]   |
| ۱۱۶ | نروژ                               | ۵٬۵۵۰٬۲۰۳     | ۰٫۰۷٪    | ۳۱ دسامبر ۲۰۲۳  | برآورد ربع سالانه            | [ ط ]   |
| ۱۱۷ | لبنان                              | ۵٬۴۹۰٬۰۰۰     | ۰٫۰۷٪    | ۱ ژوئیه ۲۰۲۱    | برآورد رسمی                  |         |
| ۱۱۸ | فلسطین                             | ۵٬۴۸۳٬۴۵۰     | ۰٫۰۷٪    | ۱ ژانویه ۲۰۲۳   | آمار رسمی سالانه             | [ ظ ]   |
| ۱۱۹ | اسلواکی                            | ۵٬۴۲۶٬۴۶۸     | ۰٫۰۷٪    | ۳۰ سپتامبر ۲۰۲۳ | برآورد ربع سالانه            |         |
| ۱۲۰ | جمهوری ایرلند                      | ۵٬۲۸۱٬۶۰۰     | ۰٫۰۶٪    | ۰۱ آوریل ۲۰۲۳   | برآورد رسمی                  |         |
| ۱۲۱ | نیوزیلند                           | ۵٬۳۰۵٬۶۰۰     | ۰٫۰۶٪    | ۳۱ دسامبر ۲۰۲۳  | برآورد ربع سالانه            | [ ع ]   |
| ۱۲۲ | کاستاریکا                          | ۵٬۲۶۲٬۲۲۵     | ۰٫۰۶٪    | ۳۰ ژوئن ۲۰۲۳    | آمار رسمی سالانه             |         |
| ۱۲۳ | لیبریا                             | ۵٬۲۴۸٬۶۲۱     | ۰٫۰۶٪    | ۱۰ نوامبر ۲۰۲۲  | سرشماری ۲۰۲۲                 |         |
| ۱۲۴ | عمان                               | ۵٬۱۱۳٬۰۷۱     | ۰٫۰۶٪    | ۳۱ اوت ۲۰۲۳     | برآورد رسمی ماهانه           |         |
| ۱۲۵ | کویت                               | ۴٬۶۷۰٬۷۱۳     | ۰٫۰۶٪    | ۳۱ دسامبر ۲۰۲۰  | برآورد رسمی                  |         |
| ۱۲۶ | موریتانی                           | ۴٬۴۷۵٬۶۸۳     | ۰٫۰۵٪    | ۱ ژوئیه ۲۰۲۳    | آمار رسمی سالانه             |         |
| ۱۲۷ | پاناما                             | ۴٬۰۶۴٬۷۸۰     | ۰٫۰۵٪    | ۸ ژانویه ۲۰۲۳   | سرشماری ۲۰۲۳                 |         |
| ۱۲۸ | کرواسی                             | ۳٬۸۵۵٬۶۴۱     | ۰٫۰۵٪    | ۱ ژوئیه ۲۰۲۲    | برآورد رسمی                  |         |
| ۱۲۹ | اریتره                             | ۳٬۷۴۸٬۹۰۲     | ۰٫۰۵٪    | ۱ ژوئیه ۲۰۲۳    | آمار سازمان ملل              |         |
| ۱۳۰ | گرجستان                            | ۳٬۷۳۶٬۴۰۰     | ۰٫۰۵٪    | ۱ ژانویه ۲۰۲۳   | برآورد رسمی                  | [ غ ]   |
| ۱۳۱ | مغولستان                           | ۳٬۴۵۷٬۵۴۸     | ۰٫۰۴٪    | ۳۱ دسامبر ۲۰۲۲  | آمار رسمی سالانه             |         |
| ۱۳۲ | اروگوئه                            | ۳٬۴۴۴٬۲۶۳     | ۰٫۰۴٪    | ۲۷ نوامبر ۲۰۲۳  | سرشماری ۲۰۲۳                 |         |
| ۱۳۳ | بوسنی و هرزگوین                    | ۳٬۲۷۷٬۰۸۲     | ۰٫۰۴٪    | ۱ ژوئیه ۲۰۲۲    | برآورد رسمی                  |         |
| –   | پورتوریکو (آمریکا)                 | ۳٬۲۰۵٬۶۹۱     | ۰٫۰۴٪    | ۱ ژوئیه ۲۰۲۳    | آمار سالانه                  |         |
| ۱۳۴ | ارمنستان                           | ۲٬۹۸۱٬۲۰۰     | ۰٫۰۴٪    | ۱ ژانویه ۲۰۲۳   | برآورد ربع سالانه            |         |
| ۱۳۵ | لیتوانی                            | ۲٬۸۸۶٬۵۱۵     | ۰٫۰۴٪    | ۱ ژانویه ۲۰۲۴   | برآورد رسمی ماهانه           |         |
| ۱۳۶ | جامائیکا                           | ۲٬۸۲۵٬۵۴۴     | ۰٫۰۳٪    | ۱ ژوئیه ۲۰۱۹    | آمار رسمی                    |         |
| ۱۳۷ | آلبانی                             | ۲٬۷۶۱٬۷۸۵     | ۰٫۰۳٪    | ۱ ژانویه ۲۰۲۳   | برآورد رسمی                  |         |
| ۱۳۸ | قطر                                | ۲٬۶۵۶٬۰۳۲     | ۰٫۰۳٪    | ۳۰ ژوئن ۲۰۲۳    | برآورد رسمی ماهانه           |         |
| ۱۳۹ | نامیبیا                            | ۲٬۶۴۱٬۸۵۷     | ۰٫۰۳٪    | ۱ ژوئیه ۲۰۲۳    | آمار رسمی سالانه             |         |
| ۱۴۰ | مولدووا                            | ۲٬۵۱۲٬۷۵۸     | ۰٫۰۳٪    | ۱ ژانویه ۲۰۲۳   | برآورد رسمی                  | [ ف ]   |
| ۱۴۱ | گامبیا                             | ۲٬۴۱۷٬۴۷۱     | ۰٫۰۳٪    | ۱ ژوئیه ۲۰۲۲    | آمار رسمی                    |         |
| ۱۴۲ | بوتسوانا                           | ۲٬۴۱۰٬۳۳۸     | ۰٫۰۳٪    | ۱ ژوئیه ۲۰۲۱    | آمار رسمی سالانه             |         |
| ۱۴۳ | لسوتو                              | ۲٬۳۰۶٬۰۰۰     | ۰٫۰۳٪    | ۱ ژوئیه ۲۰۲۳    | آمار رسمی                    |         |
| ۱۴۴ | گابن                               | ۲٬۲۳۳٬۲۷۲     | ۰٫۰۳٪    | ۱ ژوئیه ۲۰۲۱    | آمار رسمی سالانه             |         |
| ۱۴۵ | اسلوونی                            | ۲٬۱۲۳٬۱۰۳     | ۰٫۰۳٪    | ۱ اکتبر ۲۰۲۳    | برآورد ربع سالانه            |         |
| ۱۴۶ | لتونی                              | ۱٬۸۷۲٬۵۰۰     | ۰٫۰۲٪    | ۱ ژانویه ۲۰۲۴   | برآورد رسمی ماهانه           |         |
| ۱۴۷ | مقدونیه شمالی                      | ۱٬۸۳۲٬۶۹۶     | ۰٫۰۲٪    | ۱ نوامبر ۲۰۲۱   | سرشماری ۲۰۲۱                 |         |
| ۱۴۸ | گینه بیسائو                        | ۱٬۷۸۱٬۳۰۸     | ۰٫۰۲٪    | ۱ ژوئیه ۲۰۲۳    | آمار رسمی سالانه             |         |
| –   | کوزوو                              | ۱٬۷۶۲٬۲۲۰     | ۰٫۰۲٪    | ۳۱ دسامبر ۲۰۲۲  | برآورد رسمی                  |         |
| ۱۴۹ | بحرین                              | ۱٬۵۷۷٬۰۵۹     | ۰٫۰۲٪    | ۱ ژوئیه ۲۰۲۳    | برآورد رسمی                  |         |
| ۱۵۰ | گینه استوایی                       | ۱٬۵۵۸٬۱۶۰     | ۰٫۰۲٪    | ۱ ژوئیه ۲۰۲۲    | برآورد رسمی                  |         |
| ۱۵۱ | ترینیداد و توباگو                  | ۱٬۳۶۷٬۵۱۰     | ۰٫۰۲٪    | ۳۰ ژوئن ۲۰۲۳    | برآورد رسمی                  |         |
| ۱۵۲ | استونی                             | ۱٬۳۶۶٬۴۹۱     | ۰٫۰۲٪    | ۱ ژانویه ۲۰۲۴   | برآورد رسمی                  |         |
| ۱۵۳ | تیمور شرقی                         | ۱٬۳۵۴٬۶۶۲     | ۰٫۰۲٪    | ۱ ژوئیه ۲۰۲۳    | آمار رسمی سالانه             |         |
| ۱۵۴ | موریس                              | ۱٬۲۶۱٬۰۴۱     | ۰٫۰۲٪    | ۳۰ ژوئن ۲۰۲۳    | برآورد رسمی                  |         |
| ۱۵۵ | اسواتینی                           | ۱٬۲۲۳٬۳۶۲     | ۰٫۰۱٪    | ۱ ژوئیه ۲۰۲۳    | آمار رسمی                    |         |
| ۱۵۶ | جیبوتی                             | ۱٬۰۰۱٬۴۵۴     | ۰٫۰۱٪    | ۱ ژوئیه ۲۰۲۲    | آمار رسمی                    |         |
| ۱۵۷ | قبرس                               | ۹۱۸٬۱۰۰       | ۰٫۰۱٪    | ۱ اکتبر ۲۰۲۱    | سرشماری ۲۰۲۱                 | [ ق ]   |
| ۱۵۸ | فیجی                               | ۸۹۳٬۴۶۸       | ۰٫۰۱٪    | ۱ ژوئیه ۲۰۲۱    | آمار رسمی سالانه             |         |
| ۱۵۹ | بوتان (کشور)                       | ۷۷۰٬۲۷۶       | ۰٫۰۰۹٪   | ۲۰۲۳            | آمار رسمی سالانه             |         |
| ۱۶۰ | کومور                              | ۷۵۸٬۳۱۶       | ۰٫۰۰۹٪   | ۱۵ دسامبر ۲۰۱۷  | سرشماری ۲۰۱۷                 |         |
| ۱۶۱ | گویان                              | ۷۴۳٬۶۹۹       | ۰٫۰۰۹٪   | ۱ ژوئیه ۲۰۱۹    | برآورد رسمی                  |         |
| ۱۶۲ | جزایر سلیمان                       | ۷۳۴٬۸۸۷       | ۰٫۰۰۹٪   | ۱ ژوئیه ۲۰۲۳    | آمار رسمی سالانه             |         |
| –   | ماکائو (چین)                       | ۶۸۱٬۳۰۰       | ۰٫۰۰۸٪   | ۳۰ سپتامبر ۲۰۲۳ | برآورد ربع سالانه            |         |
| ۱۶۳ | لوکزامبورگ                         | ۶۶۰٬۸۰۹       | ۰٫۰۰۸٪   | ۱ ژانویه ۲۰۲۳   | برآورد رسمی                  |         |
| ۱۶۴ | مونته‌نگرو                          | ۶۱۶٬۶۹۵       | ۰٫۰۰۷٪   | ۱ ژانویه ۲۰۲۳   | برآورد رسمی سالانه           |         |
| ۱۶۵ | سورینام                            | ۶۱۶٬۵۰۰       | ۰٫۰۰۷٪   | ۱ ژوئیه ۲۰۲۱    | برآورد رسمی                  |         |
| –   | صحرای غربی                         | ۵۸۷٬۲۵۹       | ۰٫۰۰۷٪   | ۱ ژوئیه ۲۰۲۳    | آمار سازمان ملل              | [ ک ]   |
| ۱۶۶ | مالت                               | ۵۱۹٬۵۶۲       | ۰٫۰۰۶٪   | ۲۱ نوامبر ۲۰۲۱  | سرشماری ۲۰۲۱                 |         |
| ۱۶۷ | مالدیو                             | ۵۱۵٬۱۳۲       | ۰٫۰۰۶٪   | ۱۳ سپتامبر ۲۰۲۲ | سرشماری ۲۰۲۲                 |         |
| ۱۶۸ | کیپ ورد                            | ۴۹۱٬۲۳۳       | ۰٫۰۰۶٪   | ۱۶ ژوئن ۲۰۲۱    | سرشماری ۲۰۲۱                 |         |
| ۱۶۹ | برونئی                             | ۴۴۵٬۴۰۰       | ۰٫۰۰۵٪   | ۱ ژوئیه ۲۰۲۲    | برآورد رسمی                  |         |
| ۱۷۰ | بلیز                               | ۴۴۱٬۴۷۱       | ۰٫۰۰۵٪   | ۱ ژوئیه ۲۰۲۲    | برآورد رسمی                  |         |
| ۱۷۱ | باهاما                             | ۳۹۷٬۳۶۰       | ۰٫۰۰۵٪   | ۱ ژوئیه ۲۰۲۲    | [ ۱۷۶ ]                      |         |
| ۱۷۲ | ایسلند                             | ۳۹۶٬۹۶۰       | ۰٫۰۰۵٪   | ۱ اکتبر ۲۰۲۳    | برآورد ربع سالانه            |         |
| –   | قبرس شمالی                         | ۳۸۲٬۸۳۶       | ۰٫۰۰۵٪   | ۳۱ دسامبر ۲۰۲۰  | برآورد رسمی                  | [ گ ]   |
| –   | ترانس‌نیستریا                       | ۳۶۰٬۹۳۸       | ۰٫۰۰۴٪   | ۳۱ دسامبر ۲۰۲۲  | برآورد رسمی                  | [ ل ]   |
| ۱۷۳ | وانواتو                            | ۳۰۱٬۲۹۵       | ۰٫۰۰۴٪   | ۱ ژوئیه ۲۰۲۱    | آمار رسمی سالانه             |         |
| –   | پلی‌نزی فرانسه (فرانسه)             | ۲۷۹٬۸۹۰       | ۰٫۰۰۳٪   | ۱ ژوئیه ۲۰۲۱    | آمار رسمی سالانه             |         |
| –   | کالدونیای جدید (فرانسه)            | ۲۶۸٬۵۱۰       | ۰٫۰۰۳٪   | ۱ ژانویه ۲۰۲۳   | آمار رسمی سالانه             |         |
| ۱۷۴ | باربادوس                           | ۲۶۷٬۸۰۰       | ۰٫۰۰۳٪   | ۳۱ دسامبر ۲۰۲۲  | [ ۱۸۲ ]                      |         |
| –   | آبخاز                              | ۲۴۴٬۲۳۶       | ۰٫۰۰۳٪   | ۱ ژانویه ۲۰۲۲   | برآورد رسمی                  | [ م ]   |
| ۱۷۵ | سائوتومه و پرنسیپ                  | ۲۱۴٬۶۱۰       | ۰٫۰۰۳٪   | ۱ ژوئیه ۲۰۲۱    | آمار رسمی سالانه             |         |
| ۱۷۶ | ساموآ                              | ۲۰۵٬۵۵۷       | ۰٫۰۰۲٪   | ۶ نوامبر ۲۰۲۱   | سرشماری ۲۰۲۱                 |         |
| ۱۷۷ | سنت لوسیا                          | ۱۷۸٬۶۹۶       | ۰٫۰۰۲٪   | ۱ ژوئیه ۲۰۱۸    | برآورد رسمی                  |         |
| –   | گوآم (آمریکا)                      | ۱۵۳٬۸۳۶       | ۰٫۰۰۲٪   | ۱ آوریل ۲۰۲۰    | سرشماری ۲۰۲۰                 |         |
| –   | کوراسائو (هلند)                    | ۱۴۸٬۹۲۵       | ۰٫۰۰۲٪   | ۱ ژانویه ۲۰۲۳   | برآورد رسمی                  |         |
| ۱۷۸ | کیریباتی                           | ۱۲۰٬۷۴۰       | ۰٫۰۰۱٪   | ۱ ژوئیه ۲۰۲۱    | آمار رسمی سالانه             |         |
| ۱۷۹ | گرنادا                             | ۱۱۲٬۵۷۹       | ۰٫۰۰۱٪   | ۱ ژوئیه ۲۰۱۹    | برآورد رسمی                  |         |
| ۱۸۰ | سنت وینسنت و گرنادین‌ها             | ۱۱۰٬۸۷۲       | ۰٫۰۰۱٪   | ۱ ژوئیه ۲۰۲۲    | برآورد رسمی                  |         |
| –   | آروبا (هلند)                       | ۱۰۶٬۷۳۹       | ۰٫۰۰۱٪   | ۳۰ سپتامبر ۲۰۲۲ | برآورد ربع سالانه            |         |
| ۱۸۱ | ایالات فدرال میکرونزی              | ۱۰۵٬۷۵۴       | ۰٫۰۰۱٪   | ۱ ژوئیه ۲۰۲۱    | آمار رسمی سالانه             |         |
| –   | جرزی (بریتانیا)                    | ۱۰۳٬۲۶۷       | ۰٫۰۰۱٪   | ۲۱ مارس ۲۰۲۱    | سرشماری ۲۰۲۱                 |         |
| ۱۸۲ | آنتیگوآ و باربودا                  | ۱۰۰٬۷۷۲       | ۰٫۰۰۱٪   | ۱ ژانویه ۲۰۲۲   | برآورد رسمی سالانه           |         |
| ۱۸۳ | سیشل                               | ۱۰۰٬۴۴۷       | ۰٫۰۰۱٪   | ۲۲ آوریل ۲۰۲۲   | سرشماری ۲۰۲۲                 |         |
| ۱۸۴ | تونگا                              | ۱۰۰٬۱۷۹       | ۰٫۰۰۱٪   | ۱ ژانویه ۲۰۲۲   | برآورد رسمی سالانه           |         |
| –   | جزایر ویرجین ایالات متحده (آمریکا) | ۸۷٬۱۴۶        | ۰٫۰۰۱٪   | ۱ آوریل ۲۰۲۰    | سرشماری ۲۰۲۰                 |         |
| ۱۸۵ | آندورا                             | ۸۵٬۱۰۱        | ۰٫۰۰۱٪   | ۳۱ دسامبر ۲۰۲۳  | برآورد رسمی                  |         |
| –   | جزیره من (بریتانیا)                | ۸۴٬۰۶۹        | ۰٫۰۰۱٪   | ۳۰ مه ۲۰۲۱      | سرشماری ۲۰۲۱                 |         |
| –   | جزایر کیمن (بریتانیا)              | ۷۱٬۱۰۵        | ۰٫۰۰۰۹٪  | ۳۰ سپتامبر ۲۰۲۰ | سرشماری ۲۰۲۱                 |         |
| ۱۸۶ | دومینیکا                           | ۶۷٬۴۰۸        | ۰٫۰۰۰۸٪  | ۳۱ دسامبر ۲۰۱۷  | برآورد رسمی                  |         |
| –   | گرنزی (بریتانیا)                   | ۶۴٬۰۹۱        | ۰٫۰۰۰۸٪  | ۳۱ مارس ۲۰۲۳    | برآورد ربع سالانه            |         |
| –   | برمودا (بریتانیا)                  | ۶۴٬۰۵۵        | ۰٫۰۰۰۸٪  | ۱ ژوئیه ۲۰۲۱    | آمار رسمی سالانه             |         |
| –   | گرینلند (دانمارک)                  | ۵۶٬۸۶۵        | ۰٫۰۰۰۷٪  | ۱ ژوئیه ۲۰۲۳    | برآورد ربع سالانه            |         |
| –   | اوستیای جنوبی                      | ۵۶٬۵۲۰        | ۰٫۰۰۰۷٪  | ۳۱ دسامبر ۲۰۲۱  | برآورد رسمی                  | [ ن ]   |
| –   | جزایر فارو (دانمارک)               | ۵۴٬۵۴۷        | ۰٫۰۰۰۷٪  | ۱ دسامبر ۲۰۲۳   | برآورد رسمی ماهانه           |         |
| –   | ساموای آمریکا (آمریکا)             | ۴۹٬۷۱۰        | ۰٫۰۰۰۶٪  | ۱ آوریل ۲۰۲۰    | سرشماری ۲۰۲۰                 |         |
| –   | جزایر ماریانای شمالی (آمریکا)      | ۴۷٬۳۲۹        | ۰٫۰۰۰۶٪  | ۱ آوریل ۲۰۲۰    | سرشماری ۲۰۲۰                 |         |
| ۱۸۷ | سنت کیتس و نویس                    | ۴۷٬۱۹۵        | ۰٫۰۰۰۶٪  | ۱۵ مه ۲۰۱۱      | سرشماری ۲۰۱۱                 |         |
| –   | جزایر تورکس و کایکوس (بریتانیا)    | ۴۶٬۱۳۱        | ۰٫۰۰۰۶٪  | ۱ ژوئیه ۲۰۲۱    | برآورد رسمی                  |         |
| –   | سنت مارتین (هلند)                  | ۴۲٬۹۳۸        | ۰٫۰۰۰۵٪  | ۱ ژانویه ۲۰۲۳   | برآورد رسمی                  |         |
| ۱۸۸ | جزایر مارشال                       | ۴۲٬۴۱۸        | ۰٫۰۰۰۵٪  | ۳۰ سپتامبر ۲۰۲۱ | سرشماری ۲۰۲۱                 |         |
| ۱۸۹ | لیختن‌اشتاین                        | ۳۹٬۷۲۴        | ۰٫۰۰۰۵٪  | ۳۰ ژوئن ۲۰۲۳    | برآورد رسمی                  |         |
| ۱۹۰ | موناکو                             | ۳۹٬۰۵۰        | ۰٫۰۰۰۵٪  | ۳۱ دسامبر ۲۰۲۲  | برآورد رسمی                  |         |
| –   | جبل طارق (بریتانیا)                | ۳۴٬۰۰۳        | ۰٫۰۰۰۴٪  | ۱ ژوئیه ۲۰۱۶    | آمار رسمی                    |         |
| ۱۹۱ | سان مارینو                         | ۳۳٬۸۸۹        | ۰٫۰۰۰۴٪  | ۳۱ اکتبر ۲۰۲۳   | برآورد رسمی ماهانه           |         |
| –   | سنت مارتین (فرانسه)                | ۳۲٬۳۵۸        | ۰٫۰۰۰۴٪  | ۱ ژانویه ۲۰۲۰   | برآورد رسمی                  |         |
| –   | جزایر ویرجین انگلستان (بریتانیا)   | ۳۱٬۵۳۸        | ۰٫۰۰۰۴٪  | ۱ ژوئیه ۲۰۲۳    | آمار سازمان ملل              |         |
| –   | جزایر الند (فنلاند)                | ۳۰٬۵۴۷        | ۰٫۰۰۰۴٪  | ۳۱ دسامبر ۲۰۲۳  | برآورد رسمی ماهانه           |         |
| ۱۹۲ | پالائو                             | ۱۶٬۷۳۳        | ۰٫۰۰۰۲٪  | ۱ ژوئیه ۲۰۲۱    | سرشماری ۲۰۲۱                 |         |
| –   | آنگویلا (بریتانیا)                 | ۱۵٬۷۰۱        | ۰٫۰۰۰۲٪  | ۳۱ دسامبر ۲۰۲۱  | برآورد رسمی                  |         |
| –   | جزایر کوک                          | ۱۵٬۰۴۰        | ۰٫۰۰۰۲٪  | ۱ ژوئیه ۲۰۲۱    | سرشماری ۲۰۲۱                 |         |
| ۱۹۳ | نائورو                             | ۱۱٬۶۸۰        | ۰٫۰۰۰۱٪  | ۳۰ اکتبر ۲۰۲۱   | سرشماری ۲۰۲۱                 |         |
| –   | والیس و فوتونا (فرانسه)            | ۱۱٬۳۶۹        | ۰٫۰۰۰۱٪  | ۱ ژانویه ۲۰۲۱   | آمار رسمی سالانه             |         |
| ۱۹۴ | تووالو                             | ۱۰٬۶۷۹        | ۰٫۰۰۰۱٪  | ۱ ژوئیه ۲۰۲۱    | آمار رسمی سالانه             |         |
| –   | سنت بارثلمی (فرانسه)               | ۱۰٬۵۸۵        | ۰٫۰۰۰۱٪  | ۱ ژانویه ۲۰۲۰   | برآورد رسمی                  |         |
| –   | سنت پیر و ماژلان (فرانسه)          | ۶٬۰۹۲         | ۰٪       | ۱ ژانویه ۲۰۲۰   | برآورد رسمی                  |         |
| –   | سینت هلینا (بریتانیا)              | ۵٬۶۵۱         | ۰٪       | ۱ ژوئیه ۲۰۲۱    | سرشماری ۲۰۲۱                 |         |
| –   | مونتسرات (بریتانیا)                | ۴٬۴۳۳         | ۰٪       | ۱ ژوئیه ۲۰۲۲    | آمار رسمی                    |         |
| –   | جزایر فالکلند (بریتانیا)           | ۳٬۶۶۲         | ۰٪       | ۱۰ اکتبر ۲۰۲۱   | سرشماری ۲۰۲۱                 |         |
| –   | جزیره نورفک (استرالیا)             | ۲٬۱۸۸         | ۰٪       | ۱ ژانویه ۲۰۲۱   | سرشماری ۲۰۲۱                 |         |
| –   | نیووی                              | ۱٬۶۸۹         | ۰٪       | ۱۱ نوامبر ۲۰۲۲  | سرشماری ۲۰۲۲                 |         |
| –   | توکلائو (نیوزیلند)                 | ۱٬۶۴۷         | ۰٪       | ۱ ژانویه ۲۰۱۹   | سرشماری ۲۰۱۹                 |         |
| ۱۹۵ | واتیکان                            | ۷۶۴           | ۰٪       | ۲۶ ژوئن ۲۰۲۳    | آمار رسمی                    | [ و ]   |
| –   | جزایر کوکوس (استرالیا)             | ۵۹۳           | ۰٪       | ۳۰ ژوئن ۲۰۲۰    | سرشماری ۲۰۲۱                 |         |
| –   | جزایر پیت‌کرن (بریتانیا)            | ۴۷            | ۰٪       | ۱ ژوئیه ۲۰۲۱    | برآورد رسمی                  |         |

## نکات
1. ↑  شامل جمعیت سرزمین‌های اتحادیه‌ای جامو و کشمیر و لداخ که تحت مدیریت هند هستند، می‌شود.
2. ↑  Refers to Mainland China; excludes China's special administrative regions of Hong Kong and Macau, which returned to Chinese sovereignty in 1997 and 1999, respectively.
3. ↑  Includes the 50 states and the District of Columbia, but excludes the territories of the United States.
4. ↑  Includes the population of Pakistan-administered Azad Kashmir and Gilgit-Baltistan.
5. ↑  Includes the Republic of Crimea and Sevastopol, administrative areas on the Crimean Peninsula occupied by Russia. The population does not include the four annexed Ukrainian oblasts. The Ukrainian government and most of the world's other states consider the Crimean Peninsula, Donetsk, Kherson, Luhansk and Zaporizhzhia parts of Ukraine's territory.
6. ↑  Includes the integral 18 regions of France (including 5 overseas departments and regions). Excludes France's 5 overseas collectivities: French Polynesia, Saint Barthélemy, Saint مارسtin, Saint Pierre and Miquelon, and Wallis and Futuna, and the sui generis collectivity of New Caledonia, which are shown سپتامبرarately. The French Southern and Antarctic Lands (an Antarctic territorial claim hosting only government officials and research station staff) and Clipperton Island (an uninhabited state private property of France) are not listed at all due to their extraordinary nature.
7. ↑  Excludes the three British Crown Dependencies and the 14 British Overseas Territories, listed سپتامبرarately. Four British Overseas Territories are not listed due to their extraordinary nature. The four not listed are British Antarctic Territory (an Antarctic territorial claim hosting only government officials and research station staff), the British Indian Ocean Territory (a military base), South Georgia and the South Sandwich Islands (hosts only government officials and research station staff), and the Sovereign Base Areas of Akrotiri and Dhekelia (a military base where permanent residency is limited to citizens of the Republic of Cyprus).
8. ↑  Includes Zanzibar.
9. ↑  Excludes the disputed territory of Western Sahara (Sahrawi Arab Democratic Republic).
10. ↑  Excludes the Autonomous Republic of Crimea and the city of Sevastopol, Ukraine's de jure territory which is occupied by Russia (however, includes the Donbas region, partly occupied by Russia).
11. ↑  Excludes the external territories of Christmas Island, the Cocos (Keeling) Islands, and Norfolk Island.
12. ↑  Taiwan includes Penghu, Kinmen, Matsu and other minor islands.
13. ↑  Includes Somaliland.
14. ↑  Excludes the three constituent countries of the Kingdom of the Netherlands in the Caribbean Sea (Aruba, Curaçao, and Sint Maarten), but includes the three special municipalities of the Caribbean Netherlands (Bonaire, Sint Eustatius and Saba).
15. ↑  Includes East Jerusalem and the Golan Heights. Also includes Israeli settlers within Area C of the West Bank.
16. ↑  Excludes Kosovo.
17. ↑  Excludes the Faroe Islands and Greenland.
18. ↑  Excludes Åland.
19. ↑  Includes Svalbard.
20. ↑  Excludes East Jerusalem or Israeli settlements in the West Bank.
21. ↑  Excludes the two self-governing associated states of the Cook Islands and Niue, and the dependent territory of Tokelau.
22. ↑  Excludes Abkhazia (242,862, census 2011) and South Ossetia (53,559, census 2015).
23. ↑  Excludes Transnistria.
24. ↑  Excludes Northern Cyprus.
25. ↑  الگو:Western Sahara-note
26. ↑  De facto independent, de jure part of Cyprus.
27. ↑  De facto independent, de jure part of Moldova.
28. ↑  آبخاز محل مناقشه میان جمهوری آبخاز و گرجستان است. جمهوری آبخاز در ۲۳ ژوئیه ۱۹۹۲ به طور یک‌جانبه اعلام استقلال کرد اما گرجستان هنوز آن را بخشی از خاک خود می‌داند. آبخاز توانسته از سوی ۷ کشور از ۱۹۳ عضو سازمان ملل به رسمیت شناخته شود. ۲ کشور از این اعضا نظر خود را پس گرفته‌اند.
29. ↑  اوستیای جنوبی محل مناقشه میان حکومت این منطقه و گرجستان است. تنها چند کشور معدود آن را به عنوان کشوری مستقل به رسمیت شناخته‌اند و بسیاری از کشورهای دنیا آن را بخش قانونی گرجستان می‌دانند.
30. ↑  764 residents regardless of citizenship, 618 citizens regardless of residence, 246 resident citizens.[۲۲۹]